# 马克特布赖特
马克特布赖特是德国巴伐利亚州的一个市镇。总面积20.16平方公里，总人口3651人，其中男性1980人，女性1671人（2011年12月31日），人口密度181人/平方公里。